# HACEK
HACCEK est un acronyme désignant des bacilles à Gram négatif à croissance lente et appartenant aux flores physiologiques humaines, des genres Haemophilus (H. parainfluenzae, H. aphrophilus, H. paraphrophilus), Actinobacillus actinomycetemcomitans (Aggregatibacter actinomycetemcomitans), Cardiobacterium hominis, Capnocytophaga spp. Eikenella corrodens et Kingella kingae.
Ils peuvent être responsables d'infections graves, notamment des endocardites.